# Ханьчэн
Ханьчэ́н (кит. упр. 韩城, пиньинь Hánchéng) — городской уезд городского округа Вэйнань провинции Шэньси (КНР). Формально он считается городским уездом, подчинённым напрямую правительству провинции Шэньси (陕西省辖县级市), которое делегирует полномочия на управление им городскому округу Вэйнань (渭南市代管). В 2012 году Ханьчэн получил от правительства провинции Шэньси особый статус, будучи включённым в список территорий, подлежащих приоритетному экономическому развитию. Название означает «город Ханя» в честь удельного владения, существовавшего в этих местах в древности.

## История
Историческое название этих мест — Лунмэнь («Драконовы врата»): здесь Хуанхэ протекает через узость, облегчающую пересечение реки, поэтому места около этой переправы не раз становились ареной исторических событий.
В эпоху Западная Чжоу здесь находились уделы Хань и Лян. В эпоху Вёсен и Осеней владение Хань было поглощено царством Цзинь, а потом царство Цинь поглотило Лян, и создало здесь область Шаолян (少梁邑). В эпоху Воюющих царств, когда эти земли оказались в составе царства Вэй, то в 440 году до н. э. было построено укрепление Шаолян. После того, как царство Цинь завоевало царство Вэй, Шаолян было переименовано в Сяян (夏阳), а затем был создан уезд Сяян (夏阳县). Во времена диктатуры Ван Мана он был переименован в Хуантин (冀亭县), но при империи Восточная Хань ему было возвращено название Сяян.
После основания империи Суй уезд Сяян был присоединён к уезду Хэян (郃阳县), а в 598 году был создан уезд Ханьчэн (韩城县).
При империи Тан в 905 году уезд был переименован в Ханьюань (韩原县), но при империи Поздняя Тан ему было возвращено название Ханьчэн.
В 1950 году был создан Специальный район Вэйнань (渭南专区), и уезд Ханьчэн вошёл в его состав. В 1956 году Специальный район Вэйнань был расформирован, и уезд стал подчиняться напрямую властям провинции Шэньси. В 1959 году к уезду Ханьчэн был присоединён уезд Хэян.
В 1961 году Специальный район Вэйнань был создан вновь, и восстановленный в прежних границах уезд вновь вошёл в его состав. В 1969 году Специальный район Вэйнань был переименован в округ Вэйнань (渭南地区). В 1983 году уезд Ханьчэн был преобразован в городской уезд.
В 1994 году постановлением Госсовета КНР были расформированы Округ Вэйнань и городской уезд Вэйнань, и образован городской округ Вэйнань. Городской уезд Ханьчэн был подчинён напрямую правительству провинции Шэньси, которое делегировало полномочия на управление им властям городского округа Вэйнань.
В 2012 году городской уезд Ханьчэн получил особый статус в рамках провинции Шэньси.

## Административное деление
Городской уезд делится на 2 уличных комитета и 6 посёлков.

## Достопримечательности
- Могила Сыма Цяня и посвящённый ему храм